# 凍結融解作用
凍結融解作用（とうけつゆうかいさよう）とは、周氷河作用の一つ。土壌や岩石が凍結と融解を繰り返すことで地表に多様な効果を及ぼす作用のことをいう。

## 概要
凍結融解作用は、現在、地表の70%近くに及ぶ広さでこの作用が見られると言われている。熱帯の山地では昼夜の周期で凍結融解作用が働くことで日周的凍土が、また温帯の山地ではそれに加えて季節的凍土が生じる。寒帯の永久凍土地帯でも、夏になると地表部1m前後が融解する。水は凍ると体積が約9%増加する。このことにより割れ目に入り込んだ水分の凍結で起こる岩石の破砕（凍結破砕作用）、地下に向かって冷却が進むことで起こる凍結面の凍上、また凍上に伴って起こる作用によって様々な地形が形成される。凍結融解作用による効果が顕著な地形の多くが周氷河地形と呼ばれる。

## 凍結作用のプロセス
凍結融解作用の中でも、凍結作用のプロセスについて記述する。大地の熱的収縮・凍結割れ目の発達が促される。凍結割れ目には多く分けて以下の3つのタイプがある。
- 氷によって満たされた凍結割れ目。アイスウェッジ(氷楔)。
- 砂によって満たされた凍結割れ目。サンドウェッジ。
- 無機質の土壌によって満たされた凍結割れ目。ソイルウェッジ。

### 氷晶分離
土壌凍結の際、土壌の中に存在する水分が氷晶分離を起こす。氷晶分離についてTaberの研究により、以下の2点が明らかにされている。氷晶分離は直径0.01mm以下の組成を持つ物質で生じやすい。氷晶は、表面に垂直な方向に成長する。これは、熱がもっとも速く伝達される方向である。

## 凍結・融解のサイクル
気候帯によって凍結と融解のサイクル周期が異なっている。

### 長期的な作用
Chambers により凍結が生じる境界を示す温度として±0.5℃の漸移帯が採用された。長期的な作用の特徴として、深さ120cm以上の場所では、土壌は年間を通じて凍結していることと、春・夏に融解する土壌であっても、土壌下半分の温度は融解温度帯には無く、ほぼ通年で漸移帯内にあることが挙げられる。これらの理由として次の点がある。
- 秋の凍結で土壌に解放された潜熱が、気温低下による上方への熱移動を相殺することで一時的な地温の安定化が図られるから。
- 春の土壌融解期に生じる潜熱の吸収により、気温上昇に伴う地温の上昇が遅らされるから。
- 永久凍土の頂部を通って連続的に土壌深部にもたらされる水分が、温度変化を小さくさせるから。

通常、春の融解作用は速やかに行われる。気温が初めて0℃を越えた月の最初の5週間で、土壌の75%以上が融解する速さである。この急激な融解は、重力で土壌中に浸透した融水が下層の凍土に熱を伝達することで生じる。秋の凍結作用には、地表から下方に向かって進む凍結と、下層の永久凍土から上方に向かって進む凍結とが存在する。春の融解作用と比べると、凍結にかかる期間は長めであり、8-10週間を越える場合もある。

### 短期的な作用
上述した長期的な凍結融解作用と併せて起こる作用である。短期的な作用では、日的に生じるものと天気の変化によるものに区分される。日的に生じる変化では、主に太陽高度と太陽の方位角の変化によりもたらされる日射・地表での熱量の変化と関係している。また、雲の通過や少量の降雨といった局地的な天気の変化でも、地温に変動をもたらし、凍結や融解に影響を及ぼすことが多い。

## 形成される地形

### 構造土
凍結融解作用により地面の凍上が起こると、地中の礫や砂が地上に持ち上げられ、氷が融解することで移動する。この働きで構造土(patterned ground)と呼ばれる、地表に礫・砂の模様のある地面が作られる。構造土は主に裸地や草地ででき、草地においては草本の助けをかりて作られる構造土も存在する。また土地の傾斜の程度により作られる構造土が異なる。凍結・融解が著しく起こる亜極気候下では、活動上層部が融解・再凍結/加水・脱水/湿潤化・乾燥化 など様々な反作用を毎年経験することが調査研究により明らかになった。これらの作用が顕著な構造土を作り出していると言える。
円形土
平坦な土地（傾斜が1-2°以下）で見られる。円形の構造土。
多角形土
平坦な土地で見られる。多角形の構造土。大規模なものは一辺の長さが数mから数十mに及ぶものもある。
条線土
数度の傾斜がある土地で見られる。礫や砂による線が間隔を置いて連なる形になっている、縞模様の構造土。
階状土
数度の傾斜がある土地で見られる。波型模様の構造土。

## 凍結・融解に伴って起こる作用

### 凍結破砕作用
隙間や層理面などに存在する水分の凍結により、岩石が機械的な破壊・分解を起こす作用である。周氷河地域では、凍結破砕を受けた角礫・岩石等からなる地形が数多く見られる。実験により、大量の水分を供給される岩石の方が、少量しか供給されない岩石よりも分解量がはるかに多いことが明らかになっている。詳しくは凍結破砕作用の項目を参照。

### 凍結淘汰作用
移動する粒子を均一な粒径に淘汰する作用である。この作用についてCorteにより、以下の事項が明らかになっている。
- 淘汰作用は、ゆっくりした凍結速度で飽和した土壌において最も活発に働く。対して、急速に凍結した堆積物にはほとんど作用は生じない。
- 凍結・融解面の方向を変えることで、水平的に淘汰された層(垂直的淘汰作用)は、垂直的に淘汰された層(側方淘汰作用)に変化する。
- 垂直的淘汰作用を受けた土壌は、側方からの凍結にさらされると、ドーム状になり、マウンドを形成する。

## 建造物への被害
寒冷地でも、建造物を構成するコンクリート内に同様の作用が見られ、それに伴って生じる冷害が問題視されている。欠陥部等よりコンクリート中に入り込んだ水分が凍結し、体積の膨張により欠陥部が拡大することでコンクリートが劣化、凍結と融解の作用が繰り返して行われることで建造物の損傷は更に拡大する、といったものである。冷害対策として、コンクリート内への水分侵入を防ぐために表面舗装を行ったり、冷害による劣化への耐性に特化したコンクリートや石材の使用等がなされている。